# كارل بنتون ريد
كارل بنتون ريد (بالإنجليزية: Carl Benton Reid)‏ هو ممثل أمريكي، ولد في 14 أغسطس 1893 بلانسنغ في الولايات المتحدة، وتوفي في 16 مارس 1973 بهوليوود في الولايات المتحدة بسبب مرض.

## أعمال

### أفلام
- (1941) الذئاب الصغيرة
- (1951) كاروسو العظيم
- (1954) الرمح المكسور

## وصلات خارجية
- كارل بنتون ريد على موقع IMDb (الإنجليزية)
- كارل بنتون ريد على موقع ألو سيني (الفرنسية)
- كارل بنتون ريد على موقع أول موفي (الإنجليزية)
- كارل بنتون ريد على موقع قاعدة بيانات برودواي على الإنترنت (الإنجليزية)
- كارل بنتون ريد على موقع قاعدة بيانات الأفلام السويدية (السويدية)
- كارل بنتون ريد على موقع إن إن دي بي (الإنجليزية)
- كارل بنتون ريد على موقع قاعدة بيانات الفيلم (الإنجليزية)
- كارل بنتون ريد على موقع كينوبويسك (الروسية)